# SN 2006ly
SN 2006ly – supernowa typu Ia odkryta 16 września 2006 roku w galaktyce A023442-0830. Jej maksymalna jasność wynosiła 21,87m.